# Issam Dhkilalli
Issam Dhkilalli, né le 27 janvier 1992, est un footballeur tunisien évoluant au poste de milieu de terrain.

## Biographie
Il remporte la coupe de Tunisie en 2017 avec le Club africain, en étant titulaire lors de la finale.

## Palmarès
- Coupe de Tunisie (2) : 
  - Vainqueur : 2017, 2018